# James McLaren
Pour les articles homonymes, voir McLaren et MacLaren.
Pas d'image ? Cliquez ici

a Compétitions nationales et continentales officielles uniquement.

b Matchs officiels uniquement.
Dernière mise à jour le 10 novembre 2021.
James Gerard McLaren, est né le 28 juillet 1972 à Stirling (Écosse). C’est un joueur de rugby à XV qui a joué avec l'équipe d'Écosse de 1999 à 2003, évoluant au poste de trois-quarts centre (1,90 m et 109 kg). Il évolue au CS Bourgoin-Jallieu, puis de 2004 à 2006, il joue avec l'Aviron bayonnais dans le Top 14.

## Carrière

### En équipe nationale
Il a connu sa première cape internationale le 21 août 1999 à l’occasion d’un match contre l'équipe d'Argentine.
Il a participé au Tournoi des Cinq Nations de 2000 à 2003. 
McLaren a participé aux coupes du monde 1999 (2 matchs joués, 1 essai marqué, battu en quarts de finale) et 2003 (4 matchs joués, battu en quarts de finale).

## Palmarès

### En club
- Challenge européen : 
  - Finaliste (1) : 1999
- Coupe de France : 
  - Finaliste (1) : 1999

### En équipe nationale
- 30 sélections
- Sélections par années : 4 en 1999, 4 en 2000, 7 en 2001, 5 en 2002 et 10 en 2003
- Tournois des Cinq Nations disputés: 2000, 2001, 2002 et 2003
- Participation aux coupes du monde de 1999 et 2003

## Anecdote
- James McLaren eu une altercation avec le joueur Manuel Edmonds durant les fêtes de Bayonne 2007 à qui il a infligé une sérieuse blessure tenant ainsi l'Australien éloigné des terrains durant une longue période.[réf. nécessaire]